# Marsdenia lauretiana
Marsdenia lauretiana är en oleanderväxtart som beskrevs av R. E. Woodson. Marsdenia lauretiana ingår i släktet Marsdenia och familjen oleanderväxter. Inga underarter finns listade i Catalogue of Life.